# 2 oktober
2 oktober är den 275:e dagen på året i den gregorianska kalendern (276:e under skottår). Det återstår 90 dagar av året.

## Återkommande bemärkelsedagar

### Nationaldagar
- Guineas nationaldag.

### Övrigt
- Internationella ickevåldsdagen

## Namnsdagar

### Svenska almanackan
- Nuvarande – Ludvig och Love

- Föregående i kronologisk ordning

- Före 1776 – Leodegarius
- 1776–1985 – Ludvig
- 1986–1992 – Ludvig, Levi och Liv
- 1993–2000 – Ludvig och Louis
- Från 2001 – Ludvig och Love

Leodegarius var till minne av en biskop och martyr från 600-talet, men utgick 1776. Ludvig fanns i formen Ludowicus på 25 augusti, till minne av den franske kungen och helgonet Ludvig den helige, fram till 1750, då det utgick till förmån för Lovisa. Redan 1776 återinfördes det i formen Ludvig på dagens datum.
Levi och Liv infördes 1986. Levi utgick 1993, Liv flyttades samma år till 15 januari och 2001 till 12 april.
Louis infördes 1986 på 25 augusti, men flyttades 1993 till dagens datum och utgick 2001. Love infördes 1986 på 3 december, men flyttades 1993 till 26 november och 2001 till dagens datum.

### Finlandssvenska almanackan
- Nuvarande från 1929[3] – Ludvig
- I föregående revideringar[a][4]
  - inga ändringar sedan 1929

## Händelser
- 1606 – Karl IX grundar staden Vasa.[5]
- 1919 – USA:s president Woodrow Wilson drabbas av slaganfall, blir delvis förlamad och sängbunden och återhämtar sig aldrig helt. Frun Edith assisterar maken och spelar en viktig roll i Wilsonadministrationen under återstoden av mandatperioden, då vicepresident Marshall aldrig formellt övertar presidentämbetet.
- 1928 – Carl Gustaf Ekman avgår som svensk statsminister och efterträds av Allmänna valmansförbundets Arvid Lindman.[6]
- 1942 – Den brittiska kryssaren Curacao sjunker utanför Irland efter att ha kolliderat med oceanfartyget Queen Mary, varvid 338 personer omkommer.
- 1950 – Serien Snobbens första avsnitt publiceras.
- 1958 – Guinea blir självständigt från Frankrike.[7]
- 1968 – Ett stort antal demonstranter dödas av militär i Tlatelolcomassakern i Mexiko, tio dagar före invigningen av Olympiska spelen i Mexico City.[8]
- 1997 – Amsterdamfördraget undertecknas.
- 2006 – Per Westerberg väljs till svenska riksdagens talman.

## Födda
- 1452 – Rikard III, kung av England och herre över Irland
- 1538 – Carlo Borromeo, italiensk kardinal och ärkebiskop av Milano, helgon
- 1769 – Joseph McIlvaine, amerikansk politiker, senator (New Jersey)
- 1781 – William Wyatt Bibb, amerikansk politiker, senator (Georgia)
- 1798
  - Théodore Guérin, fransk romersk-katolsk nunna, helgon
  - Karl Albert av Sardinien, kung över Sardinien
- 1800 – Felix zu Schwarzenberg, österrikisk statsman, utrikesminister
- 1817 – Gunnar Wennerberg, tonsättare, ecklesiastikminister, landshövding i Kronobergs län, ledamot av Svenska Akademien
- 1821 – Nino Bixio, italiensk militär och frihetskämpe
- 1827 – Edmund J. Davis, amerikansk republikansk politiker och militär, guvernör i Texas
- 1838 – Axel Rappe (1838–1918), krigsminister, chef för generalstaben
- 1847 – Paul von Hindenburg, tysk generalfältmarskalk och president
- 1851 – Ferdinand Foch, fransk militär och general
- 1852 – Sir William Ramsay, brittisk kemist, mottagare av Nobelpriset i kemi 1904
- 1867
  - Theodore F. Green, amerikansk demokratisk politiker, guvernör i Rhode Island, senator
  - Nilo Peçanha, Brasiliens president
- 1869 – Mahatma Gandhi, indisk politiker, självständighetsledare och andlig ledare
- 1870 – Hilma Swedahl, svensk guldgrävare och skapare av turistmålet Alaska
- 1871 – Cordell Hull, amerikansk politiker och diplomat, utrikesminister, mottagare av Nobels fredspris 1945
- 1890 – Groucho Marx, amerikansk komiker, skådespelare, Bröderna Marx
- 1895 – Bud Abbott, amerikansk skådespelare och komiker
- 1904
  - Graham Greene, brittisk författare
  - Lal Bahadur Shastri, indisk politiker och premiärminister
- 1905 – Fumiko Enchi, japansk författare.
- 1907 – Alexander Robertus Todd, brittisk kemist och mottagare av Nobelpriset i kemi 1957
- 1909 – Alex Raymond, amerikansk serietecknare
- 1914 – Elna-Britta Wallman, svensk skådespelare
- 1916 – Sten Sundfeldt, svensk diplomat
- 1917 – Christian de Duve, belgisk biokemist, mottagare av Nobelpriset i fysiologi eller medicin 1974
- 1918 – Lars Orup, svensk journalist, reporter
- 1921
  - Bruce Montgomery, brittisk filmmusik-kompositör, även författare under pseudonymen Edmund Crispin.
  - Robert Runcie, brittisk kyrkoman, ärkebiskop av Canterbury
- 1926 – Jan Morris, brittisk författare, främst reselitteratur
- 1931 – Björn Lindroth, svensk regissör, manusförfattare, konstnär och sångtextförfattare
- 1933 – John Gurdon, brittisk utvecklingsbiolog, mottagare av Nobelpriset i fysiologi eller medicin 2012
- 1940 – Gheorghe Gruia, rumänsk världsmästare i handboll
- 1945 – Don McLean, amerikansk musiker
- 1948
  - Avery Brooks, amerikansk skådespelare
  - Donna Karan, amerikansk modeskapare
- 1949 – Annie Leibovitz, amerikansk fotograf, bland annat berömda porträtt av skådespelare och musiker
- 1951 – Sting, egentligen Gordon Matthew Sumner, brittisk pop- och rocksångare
- 1955 – Per Fritzell svensk revyartist
- 1956 – Philip Oakey, sångare i The Human League
- 1962
  - Sigtryggur Baldursson, isländsk musiker, trummis i The Sugarcubes
  - Jeff Bennett, amerikansk röstskådespelare
- 1963 – Maria Ressa, filippinsk journalist, författare och redaktör, mottagare av Nobels fredspris 2021
- 1965 – Ferhan och Ferzan Önder, turkisk-österrikiska tvillingar och pianister
- 1967
  - Frankie Fredericks, namibisk friidrottare.
  - Ardem Patapoutian, libanesisk-amerikansk molekylärbiolog och neurovetenskapare, mottagare av Nobelpriset i fysiologi eller medicin 2021
  - Alex Karp, amerikansk affärsman
- 1970
  - Kelly Ripa, amerikansk skådespelare
  - Martin Sköld, svensk musiker, basist i Kent
- 1971 – James Root, amerikansk musiker, gitarrist i Slipknot
- 1972 – Natanael Derwinger, svensk journalist, programledare och komiker
- 1973
  - Lene Grawford Nystrøm, norsk-dansk popsångare, före detta sångare i gruppen Aqua
  - Maria Wetterstrand, svensk politiker, Miljöpartiets språkrör
  - Andrij Danylko, ukrainsk musiker och komiker
- 1975 – Deshaun Holton, mer känd som Proof, amerikansk rap-artist, medlem i hiphop-gruppen D12
- 1976 — Freddy dos Santos, norsk fotbollsspelare och programledare.
- 1978 – Ayumi Hamasaki, japansk sångare
- 1979 – Maja Ivarsson, svensk musiker, sångare i The Sounds
- 1996 – Ferry Svan, en svensk idrottsman inom timmersport som är son till Gunde och Marie Svan och yngre bror till Julia Svan

## Avlidna
- 534 – Athalaric, ostrogotisk kung
- 1264 – Urban IV, född Jacques Pantaléon, påve
- 1633 – Scipione Borghese, italiensk kardinal och konstsamlare
- 1709 – Ivan Mazepa, 70, zaporizjakosackisk hetman
- 1764 – William Cavendish, 4:e hertig av Devonshire, brittisk premiärminister
- 1803 – Samuel Adams, amerikansk politiker och folkledare, planerade Boston Tea Party
- 1885 – Adolph Wilhelm Theodor Gøricke, dansk läkare och professor
- 1890 – Philip Francis Thomas, amerikansk demokratisk politiker, USA:s finansminister
- 1920 – Winthrop M. Crane, amerikansk republikansk politiker, guvernör i Massachusetts och senator
- 1924 – William B. Ross, amerikansk demokratisk politiker, guvernör i Wyoming
- 1927 – Svante Arrhenius, svensk fysiker och kemist, mottagare av Nobelpriset i kemi 1903
- 1931 – Sir Thomas Lipton, brittisk affärsman
- 1934 – Einar Fröberg, 58, svensk skådespelare, regissör, manusförfattare och dramatiker
- 1945 – Birger Wedberg, 75, jurist, ledamot av Svenska Akademien
- 1958 – Marie Stopes, 77, brittisk feminist och förespråkare för födelsekontroll
- 1966 – Ruth Fröberg, 73, svensk musiker (pianist)
- 1968 – Marcel Duchamp, 81, fransk målare och skulptör
- 1973
  - Ragnar Arvedson, 77, svensk regissör, manusförfattare, producent och skådespelare
  - Paavo Nurmi, 76, finländsk medel- och långdistanslöpare med 25 världsrekord och 9 olympiska guldmedaljer
- 1985
  - George Savalas, 60, amerikansk skådespelare
  - Rock Hudson, 59, amerikansk skådespelare
- 1987
  - Madeleine Carroll, 81, brittisk skådespelare
  - Sir Peter Medawar, 72, brittisk immunolog, mottagare av Nobelpriset i fysiologi eller medicin 1960
- 1998 – Gene Autry, 91, amerikansk sjungande cowboy och skådespelare
- 2003 – Otto Günsche, 86, tysk SS-officer
- 2005 – Hamilton Camp, 70, brittisk-amerikansk skådespelare
- 2006
  - Tom Deutgen, 64, svensk skådespelare
  - Tamara Dobson, 59, amerikansk skådespelare
  - Paul Halmos, 90, ungersk-amerikansk matematiker
- 2010 – Brenda Cowling, 85, brittisk skådespelare
- 2012 – John Philippe Rushton, 68, kanadensisk psykologiprofessor
- 2017 – Tom Petty, 66, amerikansk sångare, låtskrivare och multiinstrumentalist